# Апостольский нунций в Турции
Апостольский нунций в Турецкой Республике — дипломатический представитель Святого Престола в Турции. Данный дипломатический пост занимает церковно-дипломатический представитель Ватикана в ранге посла. Апостольская нунциатура в Турции была учреждена на постоянной основе 30 августа 1966 года.
В настоящее время Апостольским нунцием в Турции является архиепископ Марек Сольчинский, назначенный Папой Франциском 5 февраля 2022 года

## История
Апостольская делегатура в Константинополе была учреждена во второй половине XIX века.
В ранг Апостольской интернунциатуры в Турции делегатура была возведена 25 января 1960 года.
Апостольская нунциатура в Турции была учреждена на постоянной основе 30 августа 1966 года, бреве «Optimo sane» папы римского Павла VI. Резиденцией апостольского нунция в Турции является Анкара — столица Турции. Апостольский нунций в Турции, по совместительству, исполняет функции апостольского нунция в Туркменистане.

## Апостольские нунции в Турции

### Апостольские делегаты
- Аугусто Бонетти, C.M. — (6 мая 1887 — 19 августа 1904, в отставке);
- Винцент Сарди ди Ривисондоли — (6 апреля 1908 — 1914, в отставке);
- Анджело Мария Дольчи — (13 ноября 1914 — 14 декабря 1922, в отставке);
- Эрнесто Эудженио Филиппи — (31 марта 1923 — 6 апреля 1925 — назначен архиепископ Монреале);
- Анджело Ротта — (6 июня 1925 — 20 марта 1930 — назначен апостольским нунцием в Венгрии);
- Карло Марготти — (27 марта 1930 — 25 июля 1934 — назначен архиепископ Градиски);
- Анджело Джузеппе Ронкалли — (12 января 1935 — 23 декабря 1944 — назначен апостольским нунцием во Франции);
- Альчиде Джузеппе Марина, C.M. — (18 мая 1945 — 22 марта 1947 — назначен апостольским нунцием в Ливане);
- Андреа Кассуло — (3 июня 1947 — 9 января 1952, до смерти);
- Паоло Бертоли — (24 марта 1952 — 7 мая 1953 — назначен апостольским нунцием в Колумбии);
- Джакомо Теста — (18 июня 1953 — 22 июня 1959 — назначен президентом Папской Церковной Академии).

### Апостольские нунции
- Франческо Лардоне — (30 июня 1959 — 1966, в отставке);
- Саверио Дзупи — (30 августа 1966 — 1969, в отставке);
- Сальваторе Аста — (7 июня 1969 — 21 июля 1984 — назначен апостольским нунцием в Португалии);
- Серджо Себастиани — (8 января 1985 — 16 ноября 1994, в отставке);
- Пьер Луиджи Челата — (6 февраля 1995 — 3 марта 1999 — назначен апостольским нунцием в Бельгии и Люксембурге);
- Луиджи Конти — (15 мая 1999 — 8 августа 2001 — назначен апостольским нунцием в Ливии и на Мальте);
- Эдмон Фархат — (11 декабря  2001 — 26 июля 2005 — назначен апостольским нунцием в Австрии);
- Антонио Лучибелло — (27 августа 2005 — 31 июля 2015, в отставке);
- Пол Фицпатрик Расселл — (19 марта 2016 — 5 февраля 2022);
- Марек Сольчинский — (5 февраля 2022 — по настоящее время).